# Погачник, Йожеф
Йожеф Погачник (словен. Jožef Pogačnik, 28.09.1902 г., Австро-Венгрия — 25.03.1980 г., Любляна, Югославия) — католический прелат, архиепископ Любляны с 2 марта 1964 года по 23 февраля 1980 год.

## Биография
После получения среднего образования Йожеф Погачник с 1922 года изучал богословие в Инсбруке. 25 июля 1927 года был рукоположён в священника. В1929 году защитил научную степень доктора богословия. С 1935 по 1945 год Йожеф Погачник преподавал религиоведение. В начале 1945 года его назначили деканом. В конце октября 1950 года был назначен вице-ректором Духовной семинарии в Любляне. С 1951 года был секретарём люблянского архиепископа Антона Вовка. С 1959 года был генеральным викарием люблянской архиепархии.
28 февраля 1963 года Римский папа Иоанн XXIII назначил Йожефа Погачника вспомогательным епископом Любляны и титулярным епископом Иренополиса Изаурского. 7 апреля 1963 года состоялось рукоположение Йожефа Погачника в епископа, которое совершил кардинал Франьо Шепер в сослужении с епископом Лаванта Максимилианом Држечником и архиепископом Риеки Виктором Буричем.
Йожеф Погачник принял участие в работе II, III и IV сессиях II Ватиканского собора.
23 февраля 1980 года подал в отставку. Скончался 25 марта 1980 года в Любляне.